# 西畴石斛
西畴石斛（学名：Dendrobium xichouense），为兰科石斛属下的一个植物种。